# Wilhelm Udd
Isak Wilhelm Udd, född 9 december 1882 i Malax, död 11 maj 1940 i Helsingfors, var en finländsk byggmästare och köpman.
Udd, som var son till bonden Michel Edvard Udd och Anna-Stina Bonn, studerade vid Vasa industriskola, varifrån han utexaminerades 1902. Han praktiserade därefter som byggnadsritare hos Gustaf Estlander samt hos Armas Lindgren och på Bertel och Valter Jungs arkitektbyrå. Han startade och ledde byggnadskontor i Helsingfors tillsammans med sina äldre bröder, Edvin Udd (1875–1921) och Mikael August Udd (1877–1953). Han drev även en arkitektbyrå tillsammans med Valter Thomé 1909–1911. Bröderna Udd ritade och uppförde ett flertal bostadsbyggnader i centrala Helsingfors.
Udd var bland annat ledamot av Svenska Finlands folkting samt av stadsfullmäktige och stadsstyrelsen i Helsingfors. Han var även elektor vid presidentvalet 1925. Han var även verksam i Österbotten och bedrev dessutom jordbruk på gården Öjna i Petalax.  Under pseudonymen "Isak Mickelsson" utgav han En utflyttare. Minnen från ett stycke svensk jord i Finland, som numera övergått i finska händer (1918).